# Leichtathletik-Länderkämpfe mit bundesdeutscher Beteiligung 1983
| Leichtathletik-Länderkämpfe mit bundesdeutscher Beteiligung 1983                          | Leichtathletik-Länderkämpfe mit bundesdeutscher Beteiligung 1983 | Leichtathletik-Länderkämpfe mit bundesdeutscher Beteiligung 1983 | Leichtathletik-Länderkämpfe mit bundesdeutscher Beteiligung 1983 |
| ----------------------------------------------------------------------------------------- | ---------------------------------------------------------------- | ---------------------------------------------------------------- | ---------------------------------------------------------------- |
|                                                                                           |                                                                  |                                                                  |                                                                  |
| 1. Länderkampf 1983, Werfer (Männer): FRG – POL                                           |                                                                  |                                                                  |                                                                  |
| Schwäbisch Gmünd 12. Mai 1983                                                             | Schwäbisch Gmünd 12. Mai 1983                                    | 1. FRG 2. POL                                                    | 45 P 30 P                                                        |
| 2./3. Länderkampf 1983, Frauen: FRG – NLD / FRG – POL                                     |                                                                  |                                                                  |                                                                  |
| Bielefeld 4. Juni 1983                                                                    | Bielefeld 4. Juni 1983                                           | 1. FRG 2. NLD                                                    | 110 P 47 P                                                       |
| Bielefeld 4. Juni 1983                                                                    | Bielefeld 4. Juni 1983                                           | 1. FRG 2. POL                                                    | 98 P 58 P                                                        |
| 4./5. Länderkampf 1983, Männer: ITA – FRG / FRG – POL                                     |                                                                  |                                                                  |                                                                  |
| Turin 4./5. Juni 1983                                                                     | Turin 4./5. Juni 1983                                            | 1. FRG 2. ITA                                                    | 114 P 107 P                                                      |
| Turin 4./5. Juni 1983                                                                     | Turin 4./5. Juni 1983                                            | 1. FRG 2. POL                                                    | 123 P 98 P                                                       |
| 6. Länderkampf 1983, Frauen: FRG – BGR                                                    |                                                                  |                                                                  |                                                                  |
| Lage 14. Juni 1983                                                                        | Lage 14. Juni 1983                                               | 1. BGR 2. FRG                                                    | 73 P 72 P                                                        |
| 7. Länderkampf 1983, Geher (Frauen): FRA – FRG – BEL                                      |                                                                  |                                                                  |                                                                  |
| Bar-le-Duc 18. Juni 1983                                                                  | Bar-le-Duc 18. Juni 1983                                         | 1. FRA 2. FRG 3. BEL                                             | 25 P 15 P 6 P                                                    |
| 8. Länderkampf 1983, Geher (Männer): FRA – FRG                                            |                                                                  |                                                                  |                                                                  |
| Bar-le-Duc 18./19. Juni 1983                                                              | Bar-le-Duc 18./19. Juni 1983                                     | 1. FRA 2. FRG                                                    | 26 P 18 P                                                        |
| 9. Länderkampf 1983, Geher (Frauen): DNK – FRG                                            |                                                                  |                                                                  |                                                                  |
| Sønder Omme Sogn 25. Juni 1983                                                            | Sønder Omme Sogn 25. Juni 1983                                   | 1. DNK 2. FRG                                                    | 12 P 10 P                                                        |
| 10./11. Länderkampf 1983, Männer: Springer: FRA – FRG – SUI – ESP Werfer: FRA – FRG – SUI |                                                                  |                                                                  |                                                                  |
| Thionville 2. Juli 1983                                                                   | Thionville 2. Juli 1983                                          | Springer: 1. FRG 2. FRA I 3. ESP 4. FRA II 5. SUI                | 64,0 P 57,5 P 45,0 P 42,5 P 14,0 P                               |
| Thionville 2. Juli 1983                                                                   | Thionville 2. Juli 1983                                          | Werfer: 1. FRG 2. FRA I 3. FRA II 4. SUI                         | 52,0 P 43,0 P 31,0 P 22,0 P                                      |
| 12. Länderkampf 1983, Straßenlauf (Männer): NLD – FRG – BEL – FRA – ITA – SUI             |                                                                  |                                                                  |                                                                  |
| Dordrecht 16. Juli 1983                                                                   | Dordrecht 16. Juli 1983                                          | 1. ITA 2. NLD 3. FRG 4. FRA 5. SUI 6. BEL                        | Pzf.0 54 Pzf.0 75 Pzf.0 78 Pzf.0 85 Pzf.0 99 Pzf.0100            |
| 13. Länderkampf 1983, Straßenlauf (Frauen): NLD – FRG – BEL – FRA – ITA                   |                                                                  |                                                                  |                                                                  |
| Dordrecht 16. Juli 1983                                                                   | Dordrecht 16. Juli 1983                                          | 1. ITA 2. FRG 3. NLD 4. BEL 5. FRA                               | Pzf. 11 Pzf. 31 Pzf. 33 Pzf. 36 Pzf. 38                          |
| 14./15. Länderkampf 1983, Männer: GRC – FRG / FRG – YUG                                   |                                                                  |                                                                  |                                                                  |
| Athen 18./19. Juli 1983                                                                   | Athen 18./19. Juli 1983                                          | 1. FRG 2. GRC                                                    | 105 P 94 P                                                       |
| Athen 18./19. Juli 1983                                                                   | Athen 18./19. Juli 1983                                          | 1. FRG 2. YUG                                                    | 117 P 84 P                                                       |
| 16. Länderkampf 1983, Männer: YUG – FRG – GRC                                             |                                                                  |                                                                  |                                                                  |
| Belgrad 22./23. Juli 1983                                                                 | Belgrad 22./23. Juli 1983                                        | 1. FRG 2. GRC 3. YUG                                             | 198 P 176 P 148 P                                                |
| 17. Länderkampf 1983, Läufer (Männer): FRG – KEN                                          |                                                                  |                                                                  |                                                                  |
| München 26. Juli 1983                                                                     | München 26. Juli 1983                                            | 1. KEN 2. FRG                                                    | 28 P 27 P                                                        |
| Chronik                                                                                   |                                                                  |                                                                  |                                                                  |
| ← Länderkämpfe 1982                                                                       | ← Länderkämpfe 1982                                              | Länderkämpfe 1984 →                                              | Länderkämpfe 1984 →                                              |

Im Jahr 1983 wurden siebzehn Leichtathletikländerkämpfe mit bundesdeutscher Beteiligung in vierzehn Veranstaltungen ausgetragen. Das war ein Vergleich weniger als im Vorjahr. Die größte Anzahl von 27 Begegnungen hatte es 1974 gegeben.
Nicht berücksichtigt sind Veranstaltungen wie der sogenannte „Lugano-Cup“, ein Weltcup der Geher unter dem Dach des Weltleichtathletikverbands (früher: IAAF), der ab 1965 unter Regie des Europäischen Leichtathletikverbands durchgeführte Leichtathletik-Europacup sowie ähnliche Events. Hier handelt es sich um Veranstaltungen, die als eigene Wettbewerbe ähnlich wie auch der Leichtathletik-Continentalcup (ab 1983) und der Geher-Europacup (ab 1996) außerhalb der üblichen Länderkämpfe durchgeführt wurden.
Aufgeführt sind hier die Länderkämpfe bundesdeutscher Leichtathleten. Die Sportler der DDR führten nach der deutschen Teilung im Jahr 1949 eigene Veranstaltungen durch.
Zehn der Vergleiche in dieser Saison bestanden aus dem allgemeinen leichtathletischen Programm. In den anderen sieben Begegnungen standen die Wettbewerbsbereiche Gehen, Werfen, Straßenlauf, Springen, und Laufen auf dem Programm. Die Männer bestritten elf, die Frauen sechs Vergleiche.
Von den Frauenbegegnungen fanden drei als Veranstaltungen allgemeiner leichtathletischer Disziplinen, zwei im Gehen und eine im Straßenlauf statt.
Fünf der Männerbegegnungen waren Wettkämpfe mit den allgemeinen leichtathletischen Disziplinen. Zwei Länderkämpfe wurden von den Werfern bestritten sowie je einer von den Straßenläufern, Gehern, Springern und Läufern.

## Saisonhöhepunkt
Internationaler Höhepunkt in dieser Saison waren die zum ersten Mal ausgetragenen Weltmeisterschaften vom 7. bis 14. August in Helsinki. Das bundesdeutsche Team belegte im Medaillenspiegel mit zwei Gold-, fünf Silbermedaillen und einer Bronzemedaille etwas enttäuschend den fünften Platz hinter der DDR (zehn Mal Gold / sieben Mal Silber / fünf Mal Bronze), den USA (Gold: acht / Silber: neun / Bronze: sieben), der Sowjetunion (G: sechs / S: sechs / B: elf) und der Tschechoslowakei (G: vier / S: drei / B: zwei).

## Bilanz
In der Saison 1983 gab es für die bundesdeutschen Männer in ihren elf Länderkämpfen mit drei Niederlagen zwei verlorene Vergleiche weniger als im Vorjahr und fünf weniger als 1974, dem Jahr mit den meisten Niederlagen:
- Geher-Vergleich gegen Frankreich am 18./19. Juni in Bar-le-Duc
- Straßenlauf-Vergleich gegen die Niederlande, Belgien, Frankreich, Italien und die Schweiz am 16. Juli in Dordrecht (Platz drei hinter Italien und den Niederlanden)
- Läufer-Vergleich gegen Kenia am 26. Juli in München

Die acht weiteren Männerbegegnungen entschieden die bundesdeutschen Athleten für sich. Die Siege resultierten aus fünf Vergleichen mit dem allgemeinen leichtathletischen Programm, zwei Länderkämpfen der Geher sowie einer Begegnung der Springer.
Damit wiesen die Männer wieder eine positive Bilanz auf. Negative Bilanzen hatte es in der Länderkampfgeschichte seit 1921 mit den Jahren 1976, 1977, 1979, 1980 und 1982 erst fünf Mal gegeben. Am Ende der Saison hatte die bundesdeutsche Mannschaft in ihren nun insgesamt 388 Vergleichen 282 Siege und vier Unentschieden erzielt sowie 102 Niederlagen erlitten.
Die Frauen mussten in ihren sechs Länderkämpfen vier Niederlagen hinnehmen, das waren zwei weniger als im letzten Jahr bei allerdings auch drei Vergleichen weniger als 1982. Folgende Länderkämpfe der Frauen gingen verloren:
- Ländervergleich gegen Bulgarien am 14. Juni in Lage
- Geher-Vergleich gegen Frankreich und Belgien am 18. Juni in Bar-le-Duc (Platz zwei hinter Frankreich)
- Geher-Vergleich gegen Dänemark am 25. Juni in Sønder Omme Sogn
- Straßenlauf-Vergleich gegen die Niederlande, Belgien, Frankreich und Italien am 16. Juli in Dordrecht (Platz zwei hinter Italien)

Die beiden weiteren Frauenbegegnungen entschieden die bundesdeutschen Athletinnen für sich. Der Siege resultierten aus zwei Länderkämpfen mit dem allgemeinen leichtathletischen Programm. Die Bilanz war bei vier Niederlagen und nur zwei Siegen negativ.
Damit hatten die deutschen Frauen seit 1928 in nun 163 Aufeinandertreffen insgesamt 103 Siege errungen, ein Unentschieden erzielt und 59 Niederlagen hinnehmen müssen.
In der Gesamtsumme aller ihrer Länderkämpfe hatten die deutschen Leichtathleten von 551 Vergleichen 385 gewonnen, 161 verloren und fünf Unentschieden erzielt. 32 der Niederlagen stammten dabei aus 25 zweiten Plätzen, fünf dritten und einem vierten Rang sowie einer Platzierung ohne Wertung hinter vier Gegnerteams in Begegnungen mit mehr als zwei Nationen.

## Bedeutung der Länderkämpfe in der Leichtathletik
Der Stellenwert von Länderkämpfen war in den letzten Jahren erheblich gesunken. Die Konkurrenz anderer Veranstaltungen war groß und sollte weiter wachsen. In den vergangenen Jahren waren neue Wettkampfformen hinzugekommen wie der oben schon genannte Europacup und der Weltcup (später Continentalcup). Außerdem gab es Europa- und Weltcupveranstaltungen für Teildisziplinen der Leichtathletik wie dem Gehen (Lugano-Cup) und dem Mehrkampf, die mehr Aufmerksamkeit auf sich zogen als die früher hoch im Kurs stehenden Länderkämpfe. Die Bedeutung einzelner Sportfeste, die für die Sportler im Hinblick auf Prämien für den Antritt, für Siege und für Rekorde immer lukrativer wurden, nahm sukzessive zu. Hier sind unter anderem Events wie Weltklasse Zürich, ISTAF Berlin, ASV-Sportfest Köln oder Sportfeste in Stockholm, Oslo, Monaco, … zu nennen, die später als IAAF Super Grand Prix, IAAF Golden League und Diamond League noch erheblich bedeutsamer wurden.
So wurden in den 1950er, 1960er und beginnenden 1970er Jahren Länderkämpfe noch teilweise als Live-Sendung im Fernsehen übertragen, was danach nicht mehr der Fall war, weil die Aufmerksamkeit in der Leichtathletik auf andere oben genannte Bereiche überging. Die Gewichtung sollte sich in den kommenden Jahren noch viel mehr auf Veranstaltungen verschieben, in denen der Fokus stärker auf die Einzelsportler und Staffeln gerichtet war. Länderkämpfe und Ländervergleiche auch in Form von Europacup und Weltcup spielten dabei abgesehen von der Beachtung durch ein Fachpublikum eine in den kommenden Jahren zunehmend untergeordnete Rolle. Neben bestimmten klassischen Sportfesten mit hohen Prämien ragten dabei vor allem die Wettbewerbe bei Olympischen Spielen, Europameisterschaften und ab 1983 bei Weltmeisterschaften heraus.
Die Anzahl der Länderkämpfe blieb allerdings weiter auf einem Level wie in den Jahren, in denen diese Vergleiche eine große Rolle spielten.

## Verschiedene Formen von Länderkämpfen
Es gab weiterhin sechs verschiedene Arten von Länderkämpfen:
1. Vergleiche mit einer Mischung von Disziplinen aus dem allgemeinen leichtathletischen Programm
Jede Nation war in der Regel mit zwei Athleten je Disziplin vertreten. Bei den Männern waren hier zwanzig Wettbewerbe zum Standard geworden. Allerdings wurden die beiden Langstrecken über 5000 und 10.000 Meter inzwischen verkürzt als Rennen über 3000 und 5000 Meter durchgeführt. Aus dem olympischen Wettbewerbskatalog fehlten demnach in der Regel nur der 10.000-Meter-Lauf, der Marathonlauf, die beiden Gehwettbewerbe und der Zehnkampf.
Der Länderkampfdisziplinkatalog bei den Frauen hatte bis 1968 standardmäßig aus elf Disziplinen bestanden und war mit den damals bei Olympischen Spielen angebotenen Frauenwettbewerben identisch. Von 1969 an gab es hier Veränderungen: (1) Mit dem 1500-Meter-Lauf sowie der 4-mal-400-Meter-Staffel wurden zwei neue Wettbewerbe, die bei den Europameisterschaften 1969 in das Programm aufgenommen worden waren, mit in den Katalog der Frauenländerkämpfe integriert. Damit erhöhte sich die Zahl der Disziplinen auf dreizehn. (2) Der 80-Meter-Hürdenlauf war ab 1969 überall durch den 100-Meter-Hürdenlauf ersetzt worden. Das war auch bei den Länderkämpfen der Fall. Neu hinzu kam nun manchmal auch ein Rennen über 3000 Meter, eine Strecke, die erst 1984 olympisch wurde und dann in Angleichung an das Männerprogramm 1996 durch den 5000-Meter-Lauf abgelöst wurde.
In seltenen Fällen gab es in Länderkämpfen sowohl bei den Frauen als auch bei den Männern Abweichungen vom Standard in Form von Hinzunahme oder Weglassen einzelner Disziplinen.
2. Vergleiche im Mehrkampf – bei den Frauen im Siebenkampf, bei den Männern im Zehnkampf
Bei den Frauen wurde der Fünfkampf ab 1981 unter Angleichung an den internationalen Programmkatalog durch den Siebenkampf ersetzt.
Die Zahl der Vertreter je Land war dabei nicht standardisiert. In der Regel wurden von den gestarteten Teilnehmern nicht alle gewertet. Bei vier Vertretern je Disziplin beispielsweise wurden meist die drei Besten gewertet. In diesem Jahr fanden keine Mehrkampf-Begegnungen statt.
3. Vergleiche der Geher
Diese Begegnungen wurden bei den Männern in Form von Straßengehen ausgetragen. Es kamen zwei Disziplinen zur Austragung, ein Wettkampf über 20 Kilometer und ein Wettkampf über eine längere Distanz, die manchmal über 35 und manchmal über 50 Kilometer führte.
1976 kam das Gehen auch für die Frauen ins Programm. Ausgetragen wurde dabei ein Wettbewerb über 5000 Meter, 1976 auf der Straße, später wechselweise auf der Bahn oder auf der Straße. Das Gehen für Frauen stand erst ganz am Anfang seiner Entwicklung, diese Sportart musste sich im Frauenbereich noch durchsetzen. Bei Olympischen Spielen gab es 1992 in Barcelona zum ersten Mal einen Geher-Frauenwettbewerb, bei Europameisterschaften war das 1986 in Stuttgart zum ersten Mal der Fall.
Bezüglich der Teilnehmerzahl je Land und Wettbewerb wurde verfahren wie in den Mehrkämpfen.
4. Vergleiche im Straßenlauf
Bis einschließlich 1980 wurde ein Rennen über dreißig Kilometer ausgetragen. 1981 war die Streckenlänge auf 25 Kilometer gekürzt worden, ab 1982 fand das Rennen wieder über dreißig Kilometer statt. Auch hier wurde bezüglich der Teilnehmerzahl je Land verfahren wie in den Mehrkämpfen. 1982 trugen zum ersten Mal auch die Frauen einen Straßenlauf-Länderkamp aus.
5. Vergleiche im Marathonlauf.
Bezüglich der Teilnehmerzahl je Land wurde hier ebenfalls verfahren wie in den Mehrkämpfen. In der Saison 1983 wurden keine Marathonlauf-Länderkämpfe ausgetragen.
6. Vergleiche im Halbmarathon.
Diese Länderkampfform wurde 1982 zum ersten Mal ausgetragen, und zwar als Wettbewerb für Frauen. Bezüglich der Teilnehmerzahl je Land wurde hier verfahren wie in den Mehrkämpfen. Halbmarathonlauf-Länderkämpfe fanden ebenso wie Vergleiche im Marathonlauf und im Mehrkampf in diesem Jahr nicht statt.
7. Vergleiche mit den alleinigen Disziplinen Sprung und Wurf/Stoß.
Wie in den beiden Jahren zuvor gab es auch 1983 Länderkämpfe, in denen alleine Springer bzw. Werfer/Stoßer antraten.
8. Vergleiche mit der alleinigen Disziplin Lauf.
Diese Art von Länderkämpfen wurde 1983 zum ersten Mal durchgeführt. Auf dem Programm standen Rennen über 400, 800 und 5000 Meter sowie 3000 Meter Hindernis.

## Austragungsform und Wertungsmodus
In der Vergangenheit wurden Länderkämpfe mit dem allgemeinen leichtathletischen Programm in der Regel mit zwei Vertretern pro Land und Disziplin durchgeführt. In einigen Vergleichen wurden wie schon in den Jahren zuvor drei Teilnehmer je Land und Wettbewerb eingesetzt. Die Regeln zur Punktevergabe wurden dabei durchgängig so angewendet, dass der Letztplatzierte einen Punkt erhielt, die weiteren Athleten in den Platzierungen jeweils aufwärts bis hin zu Rang zwei einen Punkt mehr. Der Erstplatzierte bekam zwei Punkte mehr gutgeschrieben als der Athlet auf Platz zwei. Für Länderkämpfe mit zwei Vertretern je Land und Disziplin bedeutete das: Platz 1: 5 P, Pl. 2: 3 P, Pl. 3: 2 P, Pl. 4: 1 P. Bei drei Vertretern je Land und Disziplin ergab sich folgende Punktevergabe: Platz 1: 7 P, Pl. 2: 5 P, Pl. 3: 4 P, Pl. 4: 3 P, Pl. 5: 2 P, Pl. 6: 1 P. Für die Staffeln gab es durchgängig fünf zu zwei Punkte.
Die Regeln zur Punktevergabe wurden ohne Ausnahme nach diesem standardisierten Wertungssystem angewendet. In weiteren Begegnungen mussten aufgrund anderer Rahmenbedingungen – mehr als zwei Teilnehmer je Nation in der Wertung oder mehr als ein Gegnerland – andere Regeln zur Punktevergabe zur Anwendung kommen. In den Mehrkämpfen wurden die Begegnungen entweder wie in anderen Begegnungen über die Platzierungen oder die Addition der im Wettkampf erzielten Punkte gewertet. Ähnlich wurde in den Straßenlauf-Länderkämpfen verfahren. Dort wurde entweder über die Platzierungen oder über die Addition der erzielten Zeiten gewertet.

## Zahl der Länderkämpfe
In diesem Jahr gab es wieder Veranstaltungen, in denen drei Nationen antraten, die jedoch nicht gemeinsam wie in einem Dreiländerkampf gewertet wurden. Stattdessen wurden hier in einer gemeinsamen Austragung jeweils getrennte Wertungen gegen die beiden Gegner der bundesdeutschen Teams vorgenommen. In diesen Ansetzungen wurden somit zwei Länderkämpfe gleichzeitig in gemeinsamer Durchführung ausgetragen. Drei Aufeinandertreffen dieser Art gab es in dieser Saison. So kommen in der Zählung in diesem Jahr insgesamt siebzehn Länderkämpfe bei nur vierzehn Veranstaltungen zustande.

## Werfer-Länderkampf der Männer gegen Polen
Das Länderkampfjahr begann wie in der vorangegangenen Saison mit einem Vergleich der Werfer. 1982 war Italien der Gegner gewesen, 1983 traten die Sportler gegen Polen an. Die Begegnung wurde am 12. Mai in der ostwürttembergischen Stadt Schwäbisch Gmünd ausgetragen. Im Rahmen eines Dreiländervergleichs hatte es 1974 bereits einmal ein Aufeinandertreffen gegeben, an dem auch die Springer und als dritter Teilnehmer Finnland vertreten waren. Damals hatte Finnland vor der Bundesrepublik und Polen gewonnen. In Schwäbisch Gmünd siegten die bundesdeutschen Athleten deutlich mit 45 zu dreißig Punkten.

## Leichtathletik-Länderkämpfe der Frauen gegen die Niederlande sowie gegen Polen
Die zweite Länderkampfveranstaltung war ein Event, in dem die bundesdeutschen Leichtathletinnen in getrennter Wertung auf zwei Gegnerinnen gleichzeitig trafen. Am 4. Juni wurden in Bielefeld die Ländervergleiche zwei und drei ausgetragen. Angereist zu dieser Begegnung waren Sportlerinnen aus den Niederlanden und Polen. Auch im letzten Jahr hatte es dieses Dreiertreffen in leicht abgewandelter Wertungsform gegeben. Gegen beide Kontrahentinnen hatten die bundesdeutschen Frauen die Oberhand behalten.
Vierzehn Mal war die Bundesrepublik in Zweiländerkämpfen zuvor auf Polen getroffen. Neun Mal hatten die bundesdeutschen Leichtathletinnen gesiegt, fünf Mal die Polinnen. Darüber hinaus hatte es 1981 ein weiteres Aufeinandertreffen unter Beteiligung von Großbritannien gegeben, das die Britinnen vor der Bundesrepublik und Polen gewonnen hatten.
Die Niederlande war in dreizehn vorangegangenen Zweiländerkämpfen Gegner der bundesdeutschen Leichtathletinnen gewesen. Die letzte dieser Begegnungen lag 22 Jahre zurück. 1968 hatte es außerdem einen Vergleich gegeben, an dem Rumänien als drittes Land beteiligt war. Alle diese Vergleiche waren an die Bundesrepublik gegangen.
Auch in diesem Jahr konnten die deutschen Frauen beide Vergleiche erfolgreich abschließen. Gegen die Niederlande gab es mit 110 zu 47 Punkten einen hoch überlegen Sieg. Gegen Polen lag die Bundesrepublik Deutschland mit 98 zu 58 Punkten ebenfalls sehr deutlich vorn.

## Leichtathletik-Länderkämpfe der Männer gegen Italien sowie gegen Polen
Auch die Vergleiche vier und fünf fanden als Aufeinandertreffen dreier Nationen mit getrennten Wertungen für jeweils zwei Länder in einer gemeinsamen Veranstaltung statt. Ausgetragen wurden die Wettkämpfe am selben Wochenende wie das Event der Frauenvergleiche gegen die Niederlande und Polen. Gastgeber war allerdings nicht Bielefeld, sondern die norditalienische Metrople Turin. Dort traten die bundesdeutschen Männer am 4./5. Juni zum einen gegen Italien und zum anderen gegen Polen an. Auch im Vorjahr hatte es eine Begegnung zwischen diesen drei Ländern gegeben, die allerdings nicht getrennt, sondern als üblicher Dreiländerkampf gewertet worden war und in der sich die Bundesrepublik vor Polen und Italien durchgesetzt hatte.
Italien war schon sehr häufig Gegner einer deutschen Männermannschaft gewesen, zuletzt hatte es 1980 und 1981 Vergleiche der Nachwuchs-Athleten dieser beiden Länder gegeben, deren Bilanz eins zu eins lautete. Die letzte Begegnung in einem Zweiländerkampf zwischen den Toppathleten der beiden Nationen lag schon länger zurück und hatte 1964 stattgefunden. Zwischenzeitlich hatte es allerdings vier Veranstaltungen als Sechsländerkampf gegeben, an denen zusätzlich Belgien, Frankreich, die Niederlande und die Schweiz beteiligt waren. Alle vorangegangenen Treffen hatten die deutschen Teams für sich verbucht.
Gegen Polen hatten die bundesdeutschen Leichtathleten mit sechs zu acht bei einem Unentschieden in Zweiländerkämpfen eine negative Bilanz. Darüber hinaus hatte es 1981 eine Begegnung unter zusätzlicher Beteiligung Großbritanniens gegeben, in der die Bundesrepublik vorne gelegen hatte.
In Turin siegten die bundesdeutschen Männer in beiden Aufeinandertreffen. Gegen Italien war das Ergebnis mit 114 zu 107 Punkten recht knapp, gegen Polen dagegen war der bundesdeutsche Erfolg mit 123 zu 98 Punkten eindeutig.

## Leichtathletik-Länderkampf der Frauen gegen Bulgarien
Den bereits sechsten Saisonvergleich in der vierten Veranstaltung mit Ländervergleichen des Jahres 1983 trugen die bundesdeutschen Frauen am 14. Juni im westfälischen Lage gegen Bulgarien aus. Gegen Bulgarien hatte es zuvor drei Begegnungen gegeben, die 1976, 1981 und im Vorjahr stattgefunden hatten. 1976 waren auch die Sportlerinnen aus der Sowjetunion und 1982 Vertreterinnen aus Jugoslawien beteiligt gewesen. Die ersten beiden Begegnungen hatte die Bundesrepublik für sich entschieden, im Vorjahr hatte Bulgarien vorne gelegen. In Lage endete der Wettkampf äußerst knapp, die bundesdeutschen Athletinnen mussten sich mit 72 zu 73 Punkten geschlagen geben.

## Geher-Länderkampf der Frauen gegen Frankreich und Belgien
Im siebten Vergleich waren zum ersten Mal in diesem Jahr die Geherinnen an der Reihe. In der nordfranzösischen Stadt Bar-le-Duc trafen sich dazu Vertreterinnen aus Frankreich, der Bundesrepublik Deutschland und Belgien. Auf die Belgierinnen waren die bundesdeutschen Geherinnen zuvor noch nicht gestoßen. Mit Frankreich hatte es dagegen bereits fünf Aufeinandertreffen der bundesdeutschen Athletinnen gegeben, an denen jeweils einige weitere Länder teilgenommen hatten. In den ersten drei Vergleichen dieser Form war die Bundesrepublik jeweils Zweiter hinter Schweden und vor Frankreich geworden. 1981 hatte Frankreich vor der Bundesrepublik den zweiten Platz belegt und im Vorjahr hatte Frankreich vor der Bundesrepublik gewonnen. Im Vergleich der laufenden Saison siegten die französischen Geherinnen mit 25 Punkten erneut. Die bundesdeutschen Sportlerinnen kamen mit fünfzehn Punkten auf den zweiten Platz vor den Belgierinnen, die sechs Punkte erreichten. Auch die Männer trugen am selben Ort einen zweitägigen Länderkampf mit Frankreich aus, an dem Belgien allerdings nicht beteiligt war.

## Geher-Länderkampf der Männer gegen Frankreich
Gleichzeitig mit dem Vergleich der bundesdeutschen Geherinnen gegen Frankreich und Belgien fand ebenfalls in Bar-le-Duc als achter Länderkampf des Jahres eine Begegnung der Geher gegen Frankreich statt. Das Aufeinandertreffen wurde mit einem Wettbewerb mehr als beim Wettkampf der Frauen am 18./19. Juni zweitägig ausgetragen. Die Begegnung fand als Zweiländerkampf zum siebten Mal statt, vier Mal hatte die Bundesrepublik gesiegt, zweimal hatte Frankreich gewonnen, darunter auch den letzten Vergleich im Vorjahr. Zuvor hatte es außerdem acht Länderkämpfe mit den französischen Gehern gegeben, an denen mit der Schweiz und zweimal auch zusätzlich mit Belgien weitere Nationen beteiligt waren. In allen diesen Wettkämpfen hatten die bundesdeutschen Vertreter vorne gelegen. Hier in Bad Bar-le-Duc musste sich die bundesdeutsche Mannschaft mit achtzehn zu 26 Punkten ihren französischen Kontrahenten erneut geschlagen geben.

## Geher-Länderkampf der Frauen gegen Dänemark
Im neunten Saisonvergleich traten die bundesdeutschen Geherinnen am 25. Juni zu ihrem zweiten Länderkampf in diesem Jahr an. Dabei kam es im dänischen Örtchen Sønder Omme Sogn zum ersten Aufeinandertreffen mit Dänemark in einem Zweiländerkampf. Zuvor hatte es allerdings fünf Begegnungen mit den Däninnen gegeben, an denen jeweils weitere Länder beteiligt gewesen waren. Die Bundesrepublik hatte dabei drei Mal als Zweiter hinter Schweden vor Frankreich und zwei Mal als Zweiter hinter Frankreich abgeschlossen. Dänemark hatte in all diesen Länderkämpfen hinter der Bundesrepublik gelegen. In Sønder Omme Sogn konnten sich die dänischen Geherinnen mit zwölf zu zehn Punkten zum ersten Mal gegen ihr bundesdeutschen Kontrahentinnen durchsetzen.

## Länderkämpfe der Männer, Springer gegen Frankreich, die Schweiz und Spanien / Werfer gegen Frankreich und die Schweiz
Als Saisonvergleiche Nummer zehn und elf stand am 2. Juli eine gemeinsame Veranstaltung der Springer und Werfer an. In Thionville, einer Stadt im nordfranzösischen Département Moselle, trafen die Springer aus Frankreich, der Bundesrepublik, der Schweiz und aus Spanien aufeinander. Im Länderkampf der Werfer traten Frankreich, die Bundesrepublik und die Schweiz gegeneinander an. Beide Begegnungen fanden zum ersten Mal statt, in dieser Konstellation hatte es vorher keine Vergleiche gegeben. Gastgeber Frankreich war jeweils mit einer ersten und einer zweiten Mannschaft vertreten.
Den Wettkampf der Springer gewann die Bundesrepublik Deutschland mit 64 Punkten. Siebeneinhalb Punkte zurück folgte Frankreich I auf dem zweiten Platz. Weitere zwölfeinhalb Punkte dahinter wurde Spanien Dritter. Die Ränge vier und fünf belegten Frankreich II (zweieinhalb Punkte hinter Spanien) und die Schweiz (28½ Punkte hinter Frankreich II).
Auch bei den Werfern lag das bundesdeutsche Team mit 52 Punkten vorn. Die Mannschaften Frankreich I und II belegten die Ränge zwei und drei mit neun bzw. 21 Punkten Rückstand. Weitere neun Punkte zurück kam die Schweiz auf den vierten und letzten Platz.

## Straßenlauf-Länderkampf der Männer gegen die Niederlande, Belgien, Frankreich, Italien und die Schweiz
Im zwölften Länderkampf des Jahres 1983 fand wieder eine Begegnung der Straßenläufer unter Beteiligung mehrerer Länder statt. Begonnen hatte dieser inzwischen traditionelle Vergleich mit den drei Ländern Schweiz, Bundesrepublik Deutschland und Niederlande. 1981 war er erweitert worden durch die Teilnahme von Italien und Österreich. 1982 kam als sechster Teilnehmer noch Frankreich hinzu. In diesem Jahr nahm anstelle von Österreich ein Team aus Belgien teil. Gastgeber am 16. Juli war die südholländische Stadt Dordrecht. Achtzehn Mal hatte es dieses Aufeinandertreffen als Dreiländerkampf gegeben. In den ersten elf Begegnungen hatten immer die bundesdeutschen Läufer vorne gelegen, doch von 1974 bis 1977 hatte sich vier Mal in Folge das Team aus der Schweiz vor der bundesdeutschen Mannschaft durchgesetzt. 1978 war diese Serie durch den zwölften Sieg des bundesdeutschen Teams gestoppt worden. 1979 hatten die niederländischen Läufer ihren ersten Sieg in diesen Dreiländerkämpfen feiern können. 1980 hatte mit dem insgesamt dreizehnten Erfolg in dieser Serie erneut das bundesdeutsche Team vorn gelegen und in den letzten beiden Jahren hatte sich Neuling Italien durchgesetzt. In diesem Jahr kam die italienische Mannschaft mit Platzziffer 54 zu ihrem dritten Sieg in Folge. Zweiter wurde die Niederlande mit Pzf. 75 vor der Bundesrepublik Deutschland (Pzf. 78) und Frankreich (Pzf. 85). Die Ränge fünf und sechs belegten die Schweiz (Pzf. 99) und Belgien (Pzf. 100). Auch die Frauen führten am selben Tag und selben Ort einen Straßenlauf-Länderkampf durch.

## Straßenlauf-Länderkampf der Frauen gegen die Niederlande, Belgien, Frankreich und Italien
Im dreizehnten Saisonvergleich kam es wieder zu einer Premiere. Zum ersten Mal trugen auch die Frauen einen Straßenlauf-Länderkampf aus. Wie die Männer starteten die Straßenläuferinnen am 16. Juli in Dordrecht. Die Begegnung fand mit Teams aus den Niederlanden, der Bundesrepublik, Belgien, Frankreich und Italien statt. In der Endabrechnung lag auch hier Italien mit Platzziffer elf deutlich vorn. Die bundesdeutschen Vertreterinnen belegten mit Pzf. 31 den zweiten Platz knapp vor Gastgeber Niederlande (Pzf. 33). Belgien wurde mit Pzf. 36 Vierter vor Frankreich (Pzf. 38).

## Leichtathletik-Länderkämpfe der Männer gegen Griechenland sowie gegen Jugoslawien
Die Länderkämpfe Nummer vierzehn und fünfzehn wurden wieder als gemeinsame Veranstaltung dreier Länder mit getrennten Wertungen für jeweils zwei Nationenen durchgeführt. Das Event wurde als Länderkampf der Männer am 18./19. Juli in der griechischen Hauptstadt Athen gegen Gastgeber Griechenland und Jugoslawien ausgetragen.
Auf Griechenland traf das bundesdeutsche Team zum dritten Mal, die letzte Begegnung lag bereits 25 Jahre zurück und hatte 1958 ebenfalls in Athen stattgefunden. Aus beiden vorangegangenen Aufeinandertreffen war die Bundesrepublik als Sieger hervorgegangen.
Der letzte Vergleich mit Jugoslawien lag noch länger zurück, 1955 hatte es diese Begegnung in Augsburg gegeben. Darüber hinaus waren sich die beiden Länder in einem Dreiländerkampf mit der Schweiz als drittem Teilnehmer 1978 begegnet. Alle vorangegangenen Wettkämpfe hatte Deutschland für sich entschieden.
Auch hier in Athen lagen die bundesdeutschen Leichtathleten beide Male vorn. Gegen die Griechen siegten sie mit 105 zu 94 Punkten und gegen Jugoslawien noch deutlicher mit 117 zu 84 Punkten.

## Leichtathletik-Länderkampf der Männer gegen Jugoslawien und Griechenland
Vier Tage nach dem Event in Athen trafen sich die drei Länder Jugoslawien, Bundesrepublik und Griechenland im sechzehnten Vergleich der Saison 1983 erneut. Am 22./23. Juli wurde die Begegnung in der jugoslawischen Hauptstadt Belgrad allerdings in gemeinsamer Wertung als Dreiländerkampf ausgetragen. Auch den gewann die Bundesrepublik Deutschland mit 198 Punkten vor Griechenland (176 Punkte) und Jugoslawien (148 Punkte).

## Läufer-Länderkampf der Männer gegen Kenia
Der siebzehnte und letzte Länderkampf des Jahres 1983 brachte wieder eine Neuerung. Zum ersten Mal wurde ein Vergleich der Läufer mit vier Disziplinen veranstaltet, bei dem die lange Sprintstrecke über 400 Meter, der 800-Meter-Lauf als Mittelstrecke, ein Langstreckenrennen über 5000 Meter und der 3000-Meter-Hindernislauf auf dem Programm standen. Als Gegner standen den deutschen Männern zum ersten Mal in einem Länderkampf Athleten aus Kenia gegenüber. Ausgetragen wurde der Vergleich am 26. Juli in München. Die Begegnung endete mit einem äußerst knappen Erfolg der Kenianer. Mit 27 zu 28 Punkten mussten sich die bundesdeutschen Leichtathleten mit einem einzigen Punkt Rückstand geschlagen geben.